# Arthur Blomfield
Arthur Blomfield (ur. 6 marca 1829 w Fulham, zm. 30 października 1899 w Londynie) – angielski architekt, specjalizujący się głównie w projektowaniu kościołów w stylu neogotyckim. Projektował głównie budynki sakralne oraz uczelniane. 

## Życiorys
Urodził się w 1829 roku w Fulham, dzielnicy Londynu, w rodzinie o silnych tradycjach kościelnych. Jego ojciec Charles James Blomfield był biskupem Kościoła Anglii. Ukończył studia w Trinity College na Uniwersytecie Cambridge. Po zakończeniu studiów zdobywał doświadczenie zawodowe w biurze architektonicznym George'a Gilberta Scotta, jednego z najbardziej znanych architektów epoki wiktoriańskiej.
Rozpoczął praktykę zawodową w 1856 roku, a w 1861 roku został prezesem Architectural Association. W 1889 roku otrzymał tytuł szlachecki, a w 1891 roku został uhonorowany Złotym Medalem Królewskiego Instytutu Architektów Brytyjskich.
W ciągu swojej kariery Blomfield zaprojektował wiele kościołów i budynków sakralnych, zarówno w Wielkiej Brytanii, jak i w koloniach brytyjskich. Budynki które zaprojektował to m.in.:
- Katedra Świętego Jerzego w Georgetown, Georgetown, Gujana
- Kościół katedralny Chrystusa i Najświętszej Maryi Panny, Chester, Anglia
- Kościół Wszystkich Świętych w Fulham, Fulham, Londyn
- Haileybury College, Hertford Heath, Anglia